# Mouloud Mammeri

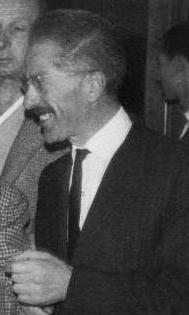
Mouloud Mammeri (1962)

Mouloud Mammeri (Zentralatlas-Tamazight ⵎⵓⵍⵓⴷ ⵎⵄⵎⵎⵔⵉ Mulud Meɛmmeri; * 28. Dezember 1917 in Taourirt Mimoune (Ath Yenni) in der Kabylei; † 26. Februar 1989 bei Ain Defla) war ein algerisch-kabylischer Schriftsteller, Anthropologe und Sprachwissenschaftler.
Mammeri studierte in Rabat, Algier und Paris. Nach seinem Militärdienst im Zweiten Weltkrieg war er als Lehrer tätig. Später war er Professor an der Philosophischen Fakultät der Universität Algier und Direktor des Centre Algérien de Recherches Anthropolouges, Préhistoriques et Ethnographiques. Er verfasste Romane und Dramen.

## Werke (Auswahl)
- La Colline oubliée, Roman, 1952 (deutsch von Rolf Römer: Vergessener Hügel, 1957 bzw. Der vergessene Hügel, 1969; verfilmt von Abderrahmane Bouguermouh: Tawrirt yettwattun, 1996)
- Le sommeil du juste, Roman, 1955
- L’opium et la bâton, Roman, 1965 (verfilmt von Ahmed Rachedi, 1969)
- Le foehn, Drama, 1967
- Les Isefra, poèmes de Si Mohand-ou-Mhand, Herausgabe und Nachdichtung der Gedichte des kabylischen Dichters Si Mohand ou-Mhand, 1969
- Tajeṛṛumt n tamaziɣt (tantala taqbaylit), Grammatik des Tamazight in kabylischer Sprache, 1976 – Volltext
- La traversée, Roman, 1982 (deutsch von Andreas J. Guth: Die Überfahrt, 1997)
- Escales, Kurzgeschichten, 1985 (deutsch von Andreas J. Guth: Treibsand, 1997)
  - enthält: Ameur des Arcades et l’ordre (1953, dt. Der Namenlose aus den Arkaden und die Gesellschaftsordnung), Le Zèbre (1957, dt. Wanderer zwischen Welten), La meute (1976, dt. Die Meute), Ténéré atavique (1983, dt. Erinnerungen an Vorfahren), L’hibiscus (1985, dt. Der Hibiskus), Escales (1985, dt. Landeplätze)
- Inna-yas Ccix Muḫend, Gedichte von Mohand ou-Lhocine, 2005 – Volltext